# Namur
Namur (valonsky Nameûr, nizozemsky Namen) je frankofonní město v Belgii, hlavní město Valonska a správní centrum provincie Namur. Žije zde přibližně 114 tisíc obyvatel.
Namur je třetí největší město ve Valonsku, sídlí zde Valonský parlament a Valonská vláda. Sídlo parlamentu se nachází v Grognonu, historickém jádru města na soutoku Mázy a Sambry, a vláda sídlí v budově Élysette na protějším břehu řeky Mázy.

## Geografie

Poloha Namuru v obci Namur

Namur se nachází přibližně 65 km jihovýchodně od Bruselu na soutoku dvou hlavních valonských řek, Mázy a Sambry, a na pomezí tří geografických oblastí, a sice Hesbaye na severu, Condroz na jihovýchodě a Entre-Sambre-et-Meuse na jihozápadě.
Obec Namur má rozlohu 175,69 km² a zahrnuje kromě vlastního Namuru bývalé obce Beez, Belgrade, Saint-Servais, Saint-Marc, Bouge, Champion, Daussoulx, Flawinne, Malonne, Suarlée, Temploux, Vedrin, Boninne, Cognelée, Gelbressée, Marche-les-Dames, Dave, Jambes, Naninne, Wépion, Wierde, Erpent, Lives-sur-Meuse a Loyers.

## Historie
Namur existoval jako důležitá osada na křižovatce obchodních cest již v dobách Keltů. Poté, co Julius Caesar porazil místní kmen Aduatuků, se v oblasti usídlili Římané.
Význam Namuru vzrostl v raném středověku, když Merovejci vybudovali hrad na skalnatém výběžku nad městem a nad soutokem obou řek. V 10. století se stal Namur samostatným hrabstvím. Město se rozvíjelo nerovnoměrně, neboť namurská hrabata mohla stavět pouze na severním břehu řeky Mázy, zatímco jižní břeh, který patřil biskupství Lutych, se vyvíjel pomaleji a vzniklo na něm město Jambes (dnes předměstí Namuru). Roku 1262 se Namur stal součástí flanderského hrabství a roku 1421 jej koupil burgundský vévoda Filip III. Dobrý.
Ve 40. letech 17. století se stal Namur součástí Španělského Nizozemí a opevnění jeho citadely bylo značně zesíleno. Roku 1692 město dobyl francouzský král Ludvík XIV. a jeho vojenský architekt Vauban přebudoval citadelu.
Francouzská nadvláda neměla dlouhého trvání, neboť již roku 1695 město dobyl Vilém III. Oranžský. Roku 1709 získali Nizozemci právo opatřit město posádkou, avšak roku 1713 bylo původně Španělské Nizozemí přiřčeno utrechtskou smlouvou rakouským Habsburkům. Městu tedy vládli Rakušané, zatímco citadela byla pod kontrolou Nizozemců, kteří ji posléze znovu přestavěli.
Po Velké francouzské revoluci do Belgie roku 1794 opět vpadli Francouzi. Namur byl anektován Francií a byl zde nastolen represivní revoluční režim. Od roku 1795 byl Namur prefekturou departementu Sambre-et-Meuse. Po Napoleonově porážce roku 1815 se území Belgie stalo rozhodnutím Vídeňského kongresu součástí Spojeného království nizozemského a po belgické revoluci roku 1830 se Belgie odtrhla od Nizozemska. I za nového režimu v Namuru sídlila vojenská posádka a roku 1887 byla znovu přestavěna citadela.
Během obou světových válek město utrpělo výrazné škody. Na začátku první světové války byl Namur jedním z hlavních cílů německých vojsk, která se snažila proniknout údolím Mázy do Francie. Namurská citadela byla považována za nedobytnou, přesto však padla po pouhých třech dnech bojů a po zbytek války bylo město okupováno. Za druhé světové války bylo město vzhledem ke své dobré strategické poloze bombardováno.
Do roku 1977 byl Namur sídlem výsadkových oddílů belgické armády.

## Ekonomika
Namur je důležité obchodní a průmyslové centrum. Vyrábí se zde stroje, kožené zboží, kovy a porcelán. Namur je také důležitým železničním uzlem, neboť leží na trati z Bruselu do Lucemburku a z Lille do Lutychu. Řeka Máza se využívá k lodní dopravě.

## Pamětihodnosti
- Citadela
- Katedrála sv. Albana (cathédrale Saint-Aubain)
- Zvonice, zapsaná do Seznamu světového dědictví UNESCO
- Pivní festival, konaný o Velikonocích

## Partnerská města
- Belmont, Kalifornie, USA
- Bourg-en-Bresse, Francie
- Empoli, Itálie
- Lafayette, Spojené státy americké
- Ógaki, Japonsko
- Québec, Kanada
- Subotica, Srbsko

## Galerie

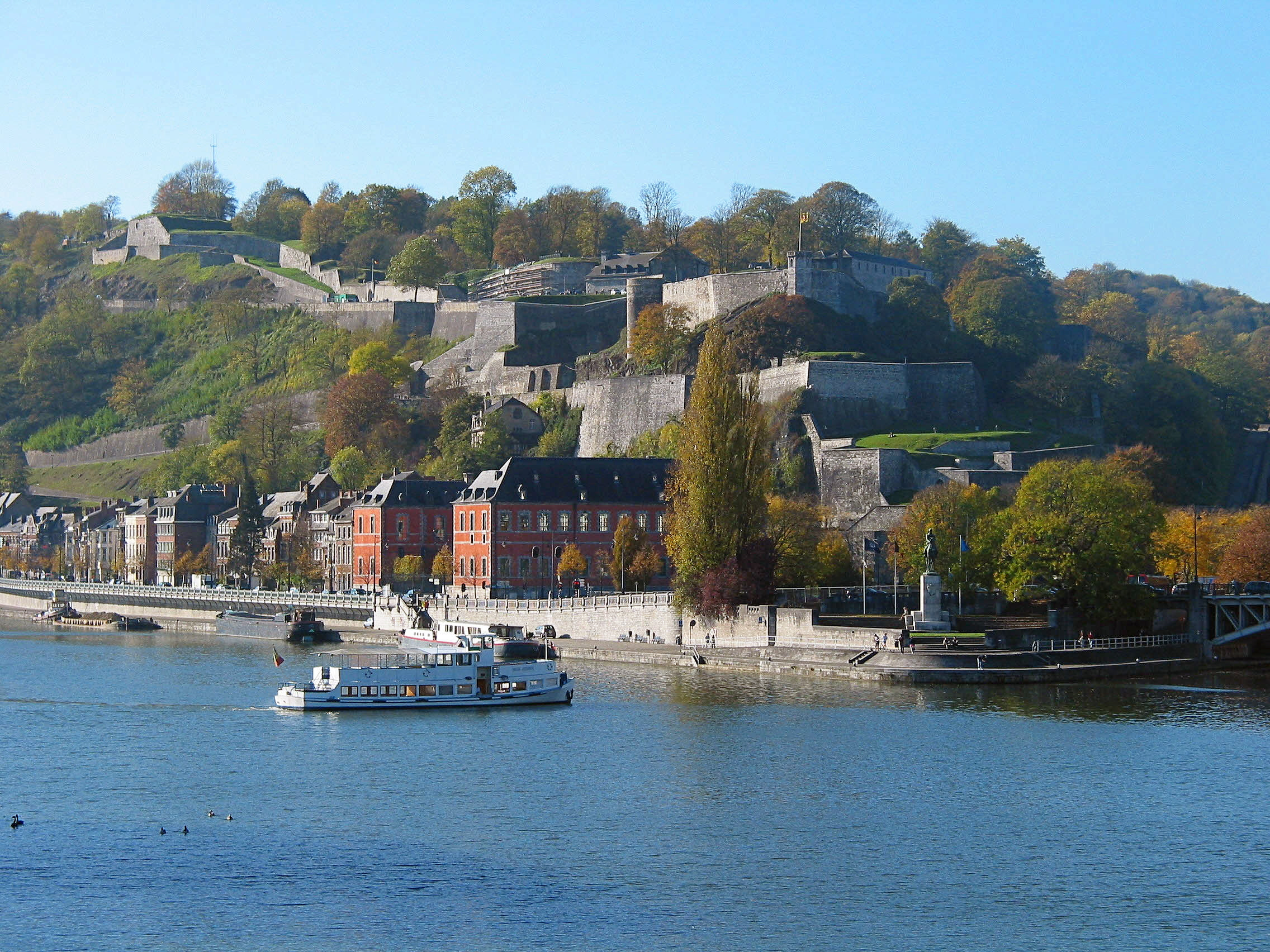
Namurská citadela
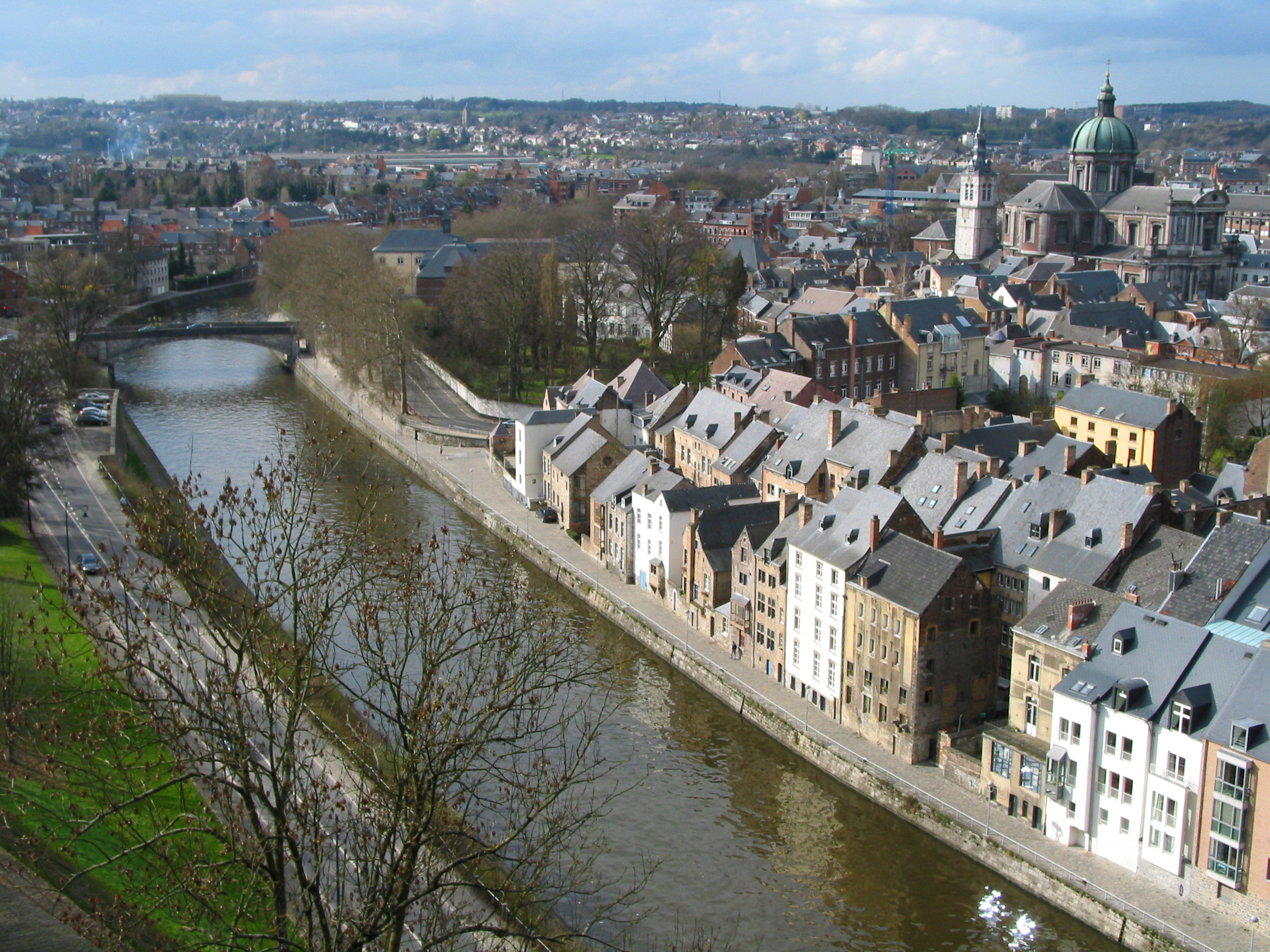
Řeka Sambra a katedrála Saint-Aubain
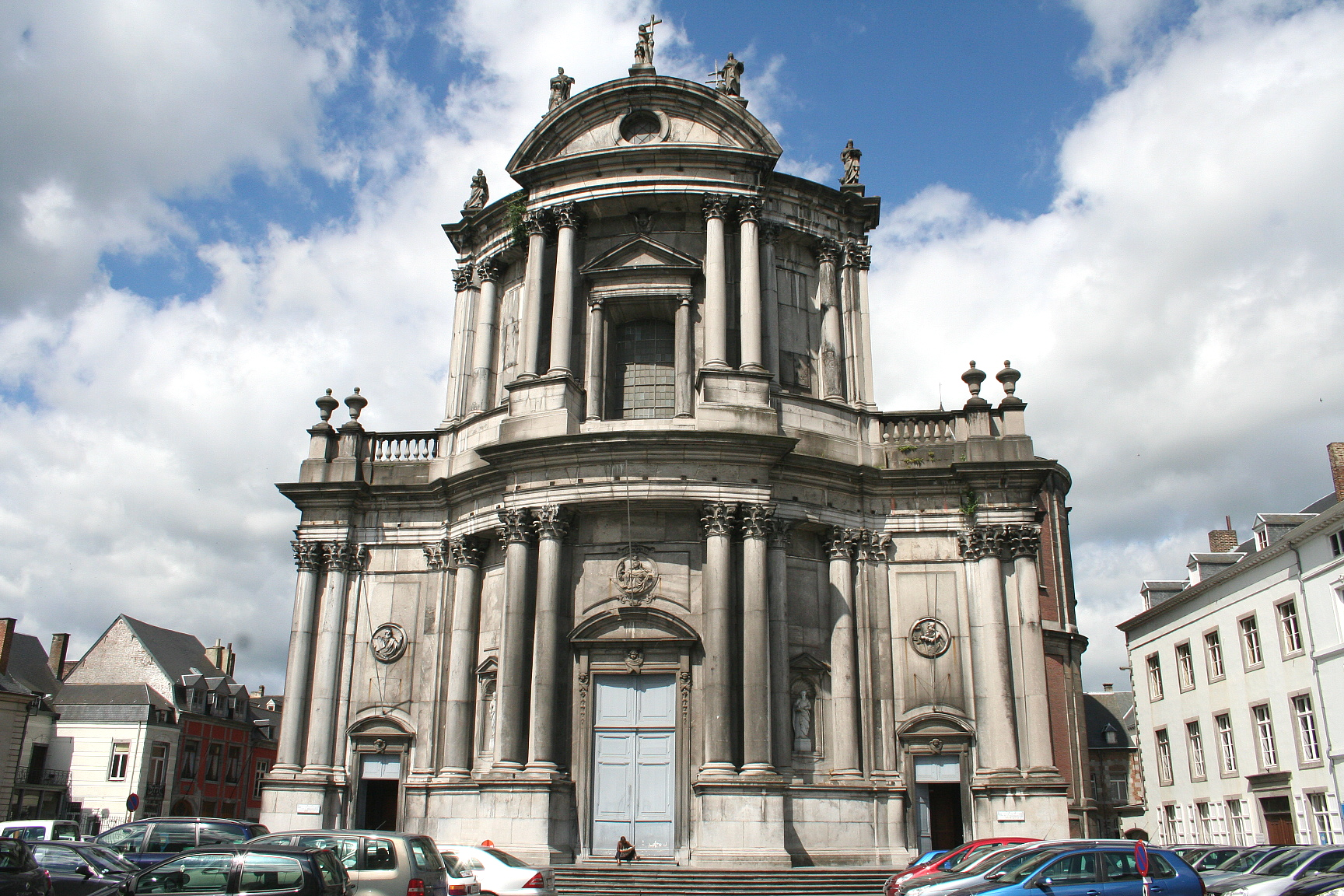
Katedrála Saint-Aubain
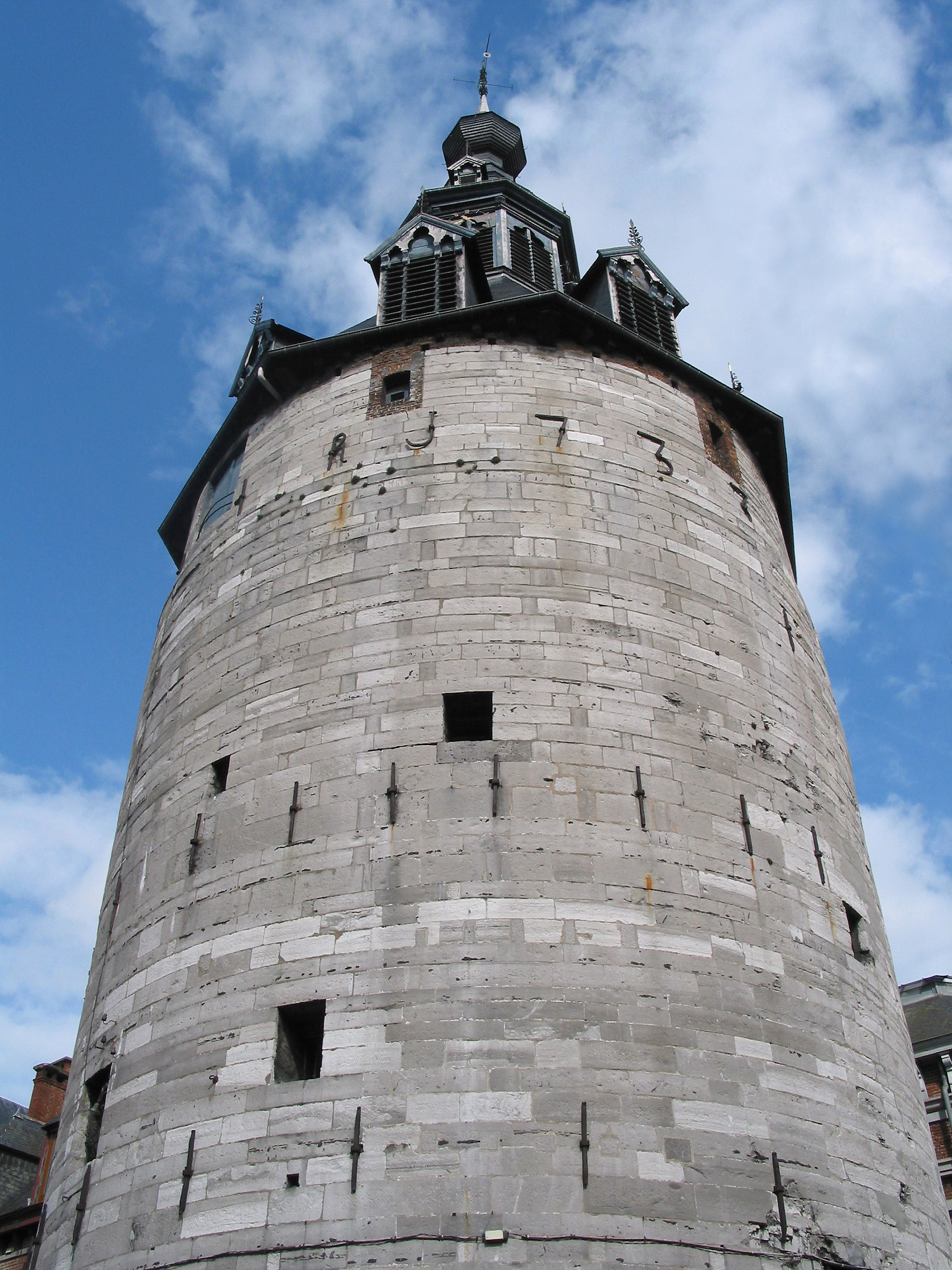
Zvonice